# San Salvatore di Fitalia
San Salvatore di Fitalia é uma comuna italiana da região da Sicília, província de Messina, com cerca de 1.680 habitantes. Estende-se por uma área de 14 km², tendo uma densidade populacional de 120 hab/km². Faz fronteira com Castell'Umberto, Frazzanò, Galati Mamertino, Mirto, Naso, Tortorici.

## Demografia
| Variação demográfica do município entre 1861 e 2011                               |
|                                                                                   |
| Fonte: Istituto Nazionale di Statistica (ISTAT) - Elaboração gráfica da Wikipedia |